# جورج سومنر
جورج سومنر (بالإنجليزية: George Sumner)‏ هو فنان أمريكي، ولد في 29 أبريل 1940 في سان فرانسيسكو في الولايات المتحدة.